# Isis-Nefert II
Isis-Nefert (Antiguo egipcio: "la bella Isis") fue una reina del Antiguo Egipto de la dinastía XIX y, como Gran Esposa Real del Faraón Merenptah, se convirtió en Isis-Nefert II.

## Familia
Isis-Nefert II pudo haber sido la hija del príncipe Jaemuaset. Si es así, se casó con su tío Merneptah.
Otra posibilidad es que Isis-Nefert II fuese hija del rey Ramsés II y posiblemente hija de su gran esposa real, la reina Isis-Nefert I.
Sus hijos incluyen:
- Príncipe Sety-Merenptah, quien más tarde asumiría el trono como Seti II[1]
- Príncipe Merenptah, hijo del Rey, ejecutivo a la cabeza de las Dos Tierras y generalísimo[2]
- Príncipe Jaemuaset, hijo del rey, representado en el templo de Karnak[3]
- posiblemente, la princesa Isis-Nefert (?), la hija del Rey mencionada en el registro del barco de Leiden[2]

## Títulos
Los títulos de Isis-Nefert II incluían: Dama de las dos tierras (nbt-t3wy), Gran esposa real (hmt-niswt-wrt), Señora del Alto y Bajo Egipto (hnwt-Shm'w -mhw) y Esposa del rey (hmt- nisw).

## Vida
Isis-Nefert II creció durante el reinado de Ramsés II, su posible padre o abuelo. Si era hija de Jaemuaset, posiblemente se criase en Menfis; de lo contrario, creció en Pi-Ramsés.
Isis-Nefert aparece en varios resto arqueológicos durante el reinado de su marido.
No se sabe cuándo ni dónde murió Isis-Nefert II, ni dónde fue enterrada. Si Isis-Nefert era la hija de Khaemwaset, posiblemente fuese enterrada en Saqqara. La tumba de una dama real llamada Isis-Nefert fue descubierta en Saqqara durante las excavaciones de 2009 por la Universidad de Waseda.